# Matelea pilosa
Matelea pilosa är en oleanderväxtart som först beskrevs av George Bentham, och fick sitt nu gällande namn av R. E. Woodson. Matelea pilosa ingår i släktet Matelea och familjen oleanderväxter. Inga underarter finns listade i Catalogue of Life.